# Zach Johnson

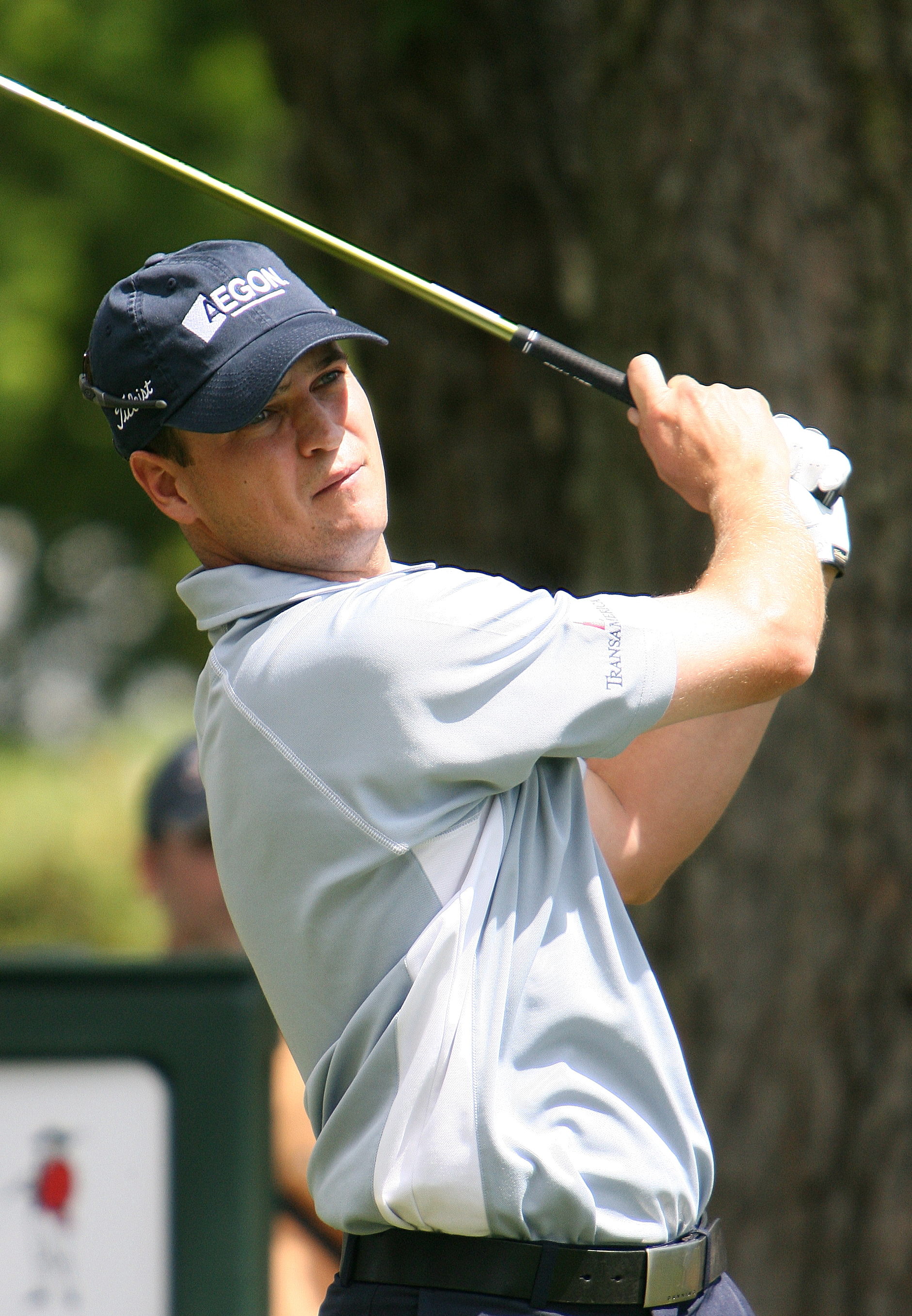
Zach Johnson fotografiado en 2007

Zachary Harris Johnson, más conocido como Zach Johnson (Iowa City, Iowa, Estados Unidos, 24 de febrero de 1976), es un golfista estadounidense que ha logrado 12 victorias y 67 top 10 en el PGA Tour. Ha resultado cuarto en la lista de ganancias de 2009, sexto en 2012, octavo en 2007 y 2015, y noveno en 2013.
Johnson ganó el Masters de Augusta de 2007 y el Abierto Británico de 2015, resultó tercero en el Campeonato de la PGA de 2010 y sexto en el Abierto Británico de 2013, acumulando un total de ocho top 10 en torneos mayores. Además, finalizó segundo en el Tour Championship de 2006 y el Players Championship de 2012, tercero en el WGC Match Play de 2006, cuarto en el WGC-Bridgestone Invitational de 2013 y sexto en 2011.
En cuanto a campeonatos de selecciones, Johnson ha disputado cuatro ediciones de la Copa Ryder, logrando 7 puntos en 14 partidos, y cuatro ediciones de la Copa de Presidentes, donde obtuvo 10,5 puntos de 17.
El iowano se convirtió en el golfista número 6 a nivel mundial en enero de 2014. Ha estado 65 semanas entre los primeros 20 y 126 semanas entre los primeros 30.

## Carrera deportiva
Luego de jugar al golf en la secundaria, Johnson formó parte de la selección de la Universidad Drake de Des Moines, a la vez que se graduó en administración de empresas y marketing en 1998. Ese año se convirtió en golfista profesional y comenzó a competir en distintos circuitos de desarrollo. En el año 2003, logró dos triunfos y nueve top 3 en el Web.com Tour, por lo que lideró la lista de ganancias y consiguió la tarjeta para disputar el PGA Tour en 2004.
Johnson ganó el torneo de Atlanta y obtuvo dos terceros puestos, un sexto y un décimo en el WGC-Campeonato Cadillac, así como 15 top 25, por lo que se ubicó 19º en la lista de ganancias. En 2005 obtuvo un segundo puesto en Míchigan, un tercero en Doral, cinco top 10 y 11 top 25, lo que lo colocó 39.º en la tabla final.
Este iowano consiguió en 2006 dos segundos puestos en Atlanta y el Memorial Tournament, un tercero en el WGC Match Play, un quinto en Memphis y nueve top 25, quedando así en el 24º lugar en la lista de ganancias. El golfista triunfó en 2007 en el Masters de Augusta y el torneo de Atlanta, y se ubicó segundo en el Tour Championship. Con cinco top 10 y diez top 25, culminó octavo en la lista de ganancias.
En 2008, Johnson ganó el Abierto de Texas, pero logró apenas tres top 10 y siete top 25, de modo que terminó 53.º en la lista de ganancias. En 2009 triunfó en los abiertos de Hawái y Texas, resultó segundo en Quad Cities, tercero en el Arnold Palmer Invitational y décimo en el Campeonato de la PGA. Al acumular nueve top 10 y 16 top 25, obtuvo el cuarto puesto en la lista de ganancias del PGA Tour, por detrás de Tiger Woods, Steve Stricker y Phil Mickelson.
Este jugador venció en el Colonial Invitational de 2010 y finalizó tercero en el Campeonato de la PGA y noveno en el Tour Championship. Fueron sus únicos top 10, los que sumados a 13 top 25, lo colocaron 19º en la lista de ganancias. En 2011 consiguió cuatro top 10 y 11 top 25, entre ellos un sexto lugar en el WGC-Bridgestone Invitational, por lo que terminó 44.º en la lista de ganancias.
En la temporada 2012 del PGA Tour, ganó en el Colonial Invitational y Quad Cities, y logró dos segundos puestos en el Heritage y el Players Championship, un noveno en el Abierto Británico, seis top 10 y 11 top 25. Por tanto, alcanzó la sexta colocación en la lista de ganancias.
Johnson triunfó en 2013 en el Campeonato BMW, terminó segundo en Quad Cities, tercero en el Colonial Invitational, cuarto en el WGC-Bridgestone Invitational, quinto en Greensboro, sexto en el Abierto Británico, séptimo en el Tour Championship y octavo en el Campeonato de la PGA, consiguiendo así ocho top 10. De esta manera, resultó noveno en la lista de ganancias.
En 2014, Johnson ganó el Torneo de Campeones, fue segundo en el John Deere Classic, tercero en el Humana Challenge, sexto en el Abierto de Texas y octavo en el Abierto de Hawái. Con 12 top 25 en 26 torneos disputados, el golfista culminó 19º en la lista de ganancias del circuito estadounidense.
El golfista triunfó en el Abierto Británico 2015, luego de jugar cuatro hoyos de desempate ante Louis Oosthuizen y Marc Leishman. Además resultó tercero en Quad Cities, cuarto en el Barclays, quinto en el Campeonato Byron Nelson, sexto en Hartford, séptimo en el Torneo de Campeones, octavo en el Tour Championship y noveno en el Masters de Augusta y el Arnold Palmer Invitational. Por tanto, se colocó octavo en la lista de ganancias del PGA Tour.